# Тасевский, Дарко
Да́рко Тасе́вский (макед. Дарко Тасевски; 20 мая 1984, Скопье, СФРЮ) — северомакедонский футболист, полузащитник. Выступал в сборной Македонии.

## Биография

### Клубная карьера
Начал карьеру футболиста на родине, выступал за клубы «Цементарница» и «Вардар». В 2005 году уехал на Украину выступать за запорожский «Металлург». Летом 2007 года перебрался в болгарский «Левски». Провёл отличный сезон 2007/08, после которого получил болгарское гражданство. В сезоне 2008/09 стал чемпионом Болгарии вместе с «Левски».
3 июня появилась информация о возможном переходе Дарко в «Краснодар».

### Карьера в сборной
В сборной Македонии играет с 2005 года, провёл 43 матча, отличившись в них одним голом.

## Достижения
- Чемпион Болгарии: 2008/09
- Обладатель Кубка Македонии: 2002/03
- Обладатель Суперкубка Болгарии: 2007
- Обладатель Кубка Таиланда: 2014
- Финалист Кубка Украины: 2005/06